# Antennemast og antennetårn
 Denne artikel bør gennemlæses af en person med fagkendskab for at sikre den faglige korrekthed.

En antennemast eller et antennetårn har begge det formål at forbedre en eller flere radioantenners radiomodtagelse eller radioudsendelse, ved at øge antennens højde over omgivelserne. Antennerne kan f.eks. anvendes til envejs radiokommunikation (radioudsendelse, tv-udsendelse) og/eller tovejs radiokommunikation.
En antennemast kan f.eks. være en teleskopmast, monteret i campingvognens eller autocamperens klædeskab, så den kan hæves, sænkes og drejes inde fra vognen. Større antennemaster kan have barduner til støtte især ved højere vindstyrker.

## Danmark
De første tv-master blev i 1950'erne ofte opført som runde tårne. I mange tilfælde blev der ovenpå tårnet rejst en gittermast afstivet med stålbarduner.
Antennerne, der for DR1 var en VHF-antenne, blev monteret på toppen af tårnet eller i toppen af gittermasten.
Til brug for TV 2, der udelukkende sender på UHF-båndet, blev der inden starten 1. oktober 1988 opført en række nye ca 300 m høje stålgittermaster, hvorfra TV 2 stadig sendes.
Disse 'TV 2'-master anvendes også som hovedsendere for udsendelse af det mastebaserede Digitale tv DTT.
I Danmark findes der med flere følgende sendere:
- Gladsaxesenderen
- Hadsten-senderen
- Kragelund-senderen
- Rangstrup-senderen
- Rø-senderen
- Rødekro-senderen
- Søsterhøjsenderen
- Tommerupsenderen

## Udlandet
Kendte sendere i udlandet er:
- Berlin-senderen i Berlin i Tyskland
- Kaknästornet i Stockholm i Sverige
- Smilde-senderen i Hoogersmilde i Nederlandene

## Mobilmast
Mobilmaster spiller en afgørende rolle i den trådløse kommunikation, der anvendes til mobiltelefoner og andre mobile enheder. Disse master fungerer som centrale knudepunkter, der sender og modtager radiosignaler fra mobile enheder og derefter videresender disse signaler til netværket.
Hver mobilmast har normalt en bestemt dækningsradius, og når en mobil enhed bevæger sig inden for denne radius, vil signalet blive fanget op af mobilmasten, og enheden vil kunne foretage opkald, sende sms'er og data og modtage beskeder fra andre enheder.
Selvom mobilmaster normalt er designet til at have en dækningsradius på flere kilometer, kan faktorer som terræn, bygninger og andre hindringer påvirke signalkvaliteten, og nogle gange kan det være nødvendigt at opstille flere mobilmaster i et bestemt område for at opnå den ønskede dækning.
Der kan findes yderligere information og kort over alle danske mobilmaster her.

## Galleri
- Stålgitter antennetårn.